# 福島県道152号橋本会津高田線
福島県道152号橋本会津高田線（ふくしまけんどう152ごう はしもとあいづたかだせん）は、福島県会津若松市から大沼郡会津美里町に至る一般県道である。

## 概要
- 起点：会津若松市神指町橋本
- 終点：大沼郡会津美里町台ノ下甲
- 総延長：8.936 km[1]
  - 実延長：8.189 km
- 路線認定年月日：1959年8月31日[2]

### 重用路線
- 福島県道59号会津若松三島線（会津若松市神指町大字南四合字才ノ神～同市北会津町蟹川）

### 道路施設
新湯川橋
- 全長：58.8m
- 幅員：10.0m
- 竣工：1993年[3]

会津若松市神指町大字中四合字小見前、字若宮丙から神指町大字南四合字才ノ神に至り、一級水系阿賀野川水系湯川を渡る。
蟹川橋
宮袋橋
- 全長：69.5m
- 幅員：15.0m
- 竣工：1995年[3]

会津若松市北会津町宮袋字上大沼、北会津町天満字天満西から会津美里町中新田道東甲を経て中新田に至り、一級水系阿賀野川水系宮川を渡る。

## 地理

### 通過する自治体
- 福島県
  - 会津若松市 - 大沼郡会津美里町（旧会津高田町）

### 接続・交差する道路
- 会津若松市内
  - 国道252号（神指町橋本 起点）
  - 福島県道328号中沢西若松停車場線（神指町大字黒川字石引道上甲）
  - 国道118号若松西バイパス（神指町大字中四合字寺西乙）
  - 福島県道59号会津若松三島線 会津若松市街地方面（神指町大字南四合字才ノ神）
  - 福島県道59号会津若松三島線 三島町方面（北会津町蟹川）
  - 福島県道72号会津坂下会津本郷線（北会津町中荒井）
- 会津美里町内
  - 国道401号（台ノ下甲 終点）

### 沿線
- 花春酒造
- 会津若松市立北会津中学校